# Lishui (meteoryt)
Lishui – meteoryt kamienny należący do chondrytów oliwinowo-hiperstenowych L 5, którego spadek zaobserwowano w 1978 roku w chińskiej prowincji  Jiangsu. Całkowita masa meteorytu jaką obecnie dysponuje się wynosi 498 g. Meteoryt Lishui jest jednym z jedenastu zatwierdzonych meteorytów znalezionych w tej prowincji.